# Októberi csecsemő
Az Októberi csecsemő (October Baby) egy keresztény alapokon nyugvó film, melyet Andrew és Jon Erwin rendezett. A filmet 2011-ben mutatták be.
A történet főszereplője Hannah (Rachel Hendrix), aki fiatal felnőttként megtudja, hogy örökbe fogadták, miután túlélt egy sikertelen abortuszt. Utazásra indul, hogy megértse születésének körülményeit, és hogy megtalálja szülőanyját.
A filmet egy YouTube videó inspirálta, mely egy abortuszt túlélő hölgy, Gianna Jessen tanúságtételéről szól.

## A cselekmény röviden
„Ahogy a függöny felemelkedik, Hannah bátortalan lépésekkel lép a színpadra, első darabjában a főiskolán. De alighogy belekezd szerepe eljátszásába, összeesik a megdöbbent közönség előtt. Miután számos vizsgálaton megy keresztül, minden jel arra mutat, hogy a születése körül van a probléma forrása. De ez a hír semmi ahhoz képest, amit később meg tud a szüleitől: örökbe fogadták… egy sikertelen abortusz kísérlet után. Hannah össze van zavarodva ezek után, dühös. Jason-höz fordul, aki régi jó barátja. És egy olyan útnak vágnak neki, amely által felfedezhetik azt, amit a múlt elrejtett… és megtalálhatják a reményt az ismeretlen jövőben. Az utazás közben Hannah ráébred arra, hogy az élet sokkal több annál, mint amit eltervezünk, mert minden élet gyönyörű.”
/Jon Erwin/

## Részletes cselekmény
Hannah (Rachel Hendrix) egy 19 éves egyetemista, aki epilepsziában, asztmában és depresszióban szenved. Egy főiskolai fellépésen, első színészi fellépésekor hirtelen elájul a színpadon. Rengeteg orvosi teszt után Hannah találkozik a szüleivel (John Schneider és Jennifer Price), és egy orvossal abból a kórházból, ahol Hannah apja dolgozik. A doktor részleteket idéz fel Hannah életéből, amely felfedi, hogy Hannah elveszettnek és feleslegesnek érzi magát. Az orvos szerint ezek az érzések és betegségek arra vezethetők vissza, hogy Hannah-t abortálni akarták.
Mikor Hannah megtudja, hogy őt valójában örökbe fogadták, ráadásul egy sikertelen abortusz túlélője, Hanna szívében sok érzés kavarog. Zavarodott, mérges, kétségbeesett. Legjobb barátját keresi fel, Jasont (Jason Burkey), hogy tanácsot kérjen tőle. A beszélgetés során eldönti, hogy megkeresi szülőanyját. Jason meghívja Hanna-t, hogy tartson vele és a barátaival egy utazásra New Orleans-ba, Louisianába a tavaszi szünet során. Hannah apja, Jacob Lawson nem akarja elengedni lányát a betegsége miatt. Azt mondja, hogy bízik abban, hogy lánya jó döntést fog hozni, függetlenül apja véleményétől. Hannah úgy dönt, hogy elmegy az utazásra, mert meg akarja találni a válaszokat arra, hogy ki is ő valójában. Egy olyan utazásra indulnak, amely során Hanna szülőfalujába, Mobile-ba is eljutnak, mely Alabamában van. Éjszaka a szállodában Jason barátnője, Alanna (Colleen Trusler) bántó dolgokat mond Hannah-nak, aki ezek után úgy dönt, hogy otthagyja őket. Jason úgy határoz, hogy segít Hannah-nak megkeresni a kórházat, ahol született. Mikor megtalálják, kiderül, hogy már évek óta üres és bezárták. Hannah felfeszíti a hátsó ajtót, mely után őt és Jasont letartóztatják. A rendőr elengedi őket, miután Hanna elmondja az okát annak, hogy miért törtek be a kórházba. A rendőr ráadásul át is adja a nevét és a címét annak a nővérnek, aki aláírta Hannah születési anyakönyvi kivonatát. Hannah felkeresi a nővért (Jasmine Guy), aki segédkezett Hannah abortusza során. Érzelmekkel teli beszélgetés folyik le kettejük között, miközben a nővér elmeséli a nem csak az ő, hanem az ikertestvére születési körülményeit is, akiről Hannah nem is tudott azelőtt. Hannah szülőanyjának megváltoztatott nevével és munkahelyének címével távozik a nővér lakásából.
Amikor Hannah végre találkozik biológiai anyjával (Shari Rigby), elönti a harag és a gyűlölet az anyja elutasítása miatt. Éppen ekkor érkezik meg Hannah apja, hogy hazavigye lányát, miután megtudta, hogy hazudott neki az utazással kapcsolatban. Azt is megtudta, hogy le voltak tartóztatva. Megtiltja Jason-nek, hogy meglátogassa vagy felhívja Hannah-t, mert hazudott neki arról, hogy mit fognak csinálni. Jason visszatér a hotelbe, ahol az egyetemi barátai voltak. Szakít barátnőjével, Alannaval, és hazatér. Felhívja Hannah apját és bocsánatot kér hazugságáért.
Hannah nevelőszülei is átteszik magukat saját fájdalmaikon és félelmükön és elhatározzák, hogy elmondják Hannah-nak az ő és ikertestvére (aki pár hónaposan halt meg) örökbe fogadásának részleteit. Anyja elmondja, hogy terhes volt ikrekkel, akiket elvesztett a terhesség 24. hetében. Ezek után látott meg egy adoptációs felhívást Hannah-ról és ikertestvéréről a terhességi osztályon, ahol önkéntes munkát végzett éppen.
Hannah céltalanul barangol az utcán, amíg meg nem lát egy katolikus templomot, ahová betér. Egy papot kér meg, hogy segítsen könnyíteni fájdalmán, érzésein (Rodney Clark). A pap azt mondja Hannah-nak: „Mert Isten megbocsátott nekünk, nekünk is meg kell bocsátanunk másoknak. Krisztusban bocsánatot nyertél, és mivel meg van neked bocsátva, hatalmadban áll megbocsátanod, hogy a megbocsátást válaszd. Engedd el! A gyűlölet teher, nem kell tovább cipelned. Csak a megbocsátásban lehetsz szabad, Hannah. Egy megbocsátás, ami messze meghaladja a mi felfogóképességünket. A megbocsátás, amit nem találhatsz meg egy utazáson vagy akár e falak között. De ha a Fiú szabaddá tesz, valóban szabad leszel.” Hannah-nak ezek után sikerül megbocsátania biológiai anyjának.
Jason randira hívja Hannah-t és elviszi abba a színházba, ahol Hannah elájult, és azt mondja, hogy be kéne fejezniük a darabot együtt. A film azzal végződik, hogy Jason és Hannah elindulnak a főiskolai kollégiumba. Hannah mindkét kezével átkarolja szüleit és megköszöni nekik, hogy akarták őt, mikor senki más nem akarta. Az utolsó képkockán Hannah szeretettel mosolyog édesapjára, miközben Jason kezét fogja.

## Szereplők
- Rachel Hendrix – Hannah
- Jason Burkey – Jason
- John Schneider – Jacob
- Jasmine Guy – Mary nővér
- Robert Amaya – Beach Cop
- Maria Atchison – Secretary Pat
- Joy Brunson – Danielle
- Rodney Clark – pap
- Brian Gall – Rent-a-Cop
- Carl Maguire – Lance
- Tracy Miller – Mitchell rendőr
- Lance E. Nichols – orvos
- Jennifer Price – Grace
- Shari Rigby – Cynthia (Shari Wiedmann)
- Don Sandley – pszichiáter
- Chris Sligh – B-Mac
- Austin Johnson – Trueman
- Colleen Trusler – Alanna

## Zene
- Hesitate (írta: Steve Moekler és Adam Richman; előadja: Steve Moekler)
- Oh My Stars (írta és előadja: Andrew Belle)
- Always On My Mind (Írta és előadja: Mandi Mapes)
- All The Faint Lights (írta és előadja: Steve Moekler)
- Hold My Heart (írta és előadja: Tenth Avenue North)
- Life Is Beautiful (írta: Josh Havens, Matt Fuqua, Dan Ostebo, Jordan Mohilowski; előadja: The Afters)
- My Oldest Friend (írta és előadja: Andrew Belle)
- Where You Are (írta és előadja: Mandi Mapes)
- Make It Without You (írta: Andrew Belle; előadja: Andrew Belle)
- Broken (Beautiful) (írta és előadja: Chris Sligh)
- Now More than Ever (írta és előadja: Brandon Heath)
- Ocean Floor (írta: Michael Logan; előadja: Gianna Jessen)
- One (írta és előadja: Chris Sligh)
- When A Heart Breaks (írta és előadja: Ben Rector)
- Willow Tree (írta és előadja: Chris Sligh)

## Díjak
A film elnyerte a Grand Jury díjat, mint a Best Fiction Feature a 2011-es Red Rock filmfesztiválon. A fesztiválon Rachel Hendrix elnyerte a Special Achievement díjat szerepléséért.

## Érdekességek
A film alatt az egyik számot Gianna Jessen, a film inspirálója énekli.
Az egyik színész, szerepe végén már nem játszott, hanem teljes valójával átélte az eseményeket. Hannah szülőanyját alakító színésznő, Shari Rigby a film végén beszámol arról, hogy a szerepéhez nagyon hasonló dolog történt életében, melyet e film során sikerült lezárnia és teljes gyógyulást és megbocsátást kapott Istentől.

## A film utóélete
Eric Wilson írt egy regényt a film alapján, melyet 2012. szeptemberében adtak ki.